# 青泥洼桥街道
青泥洼桥街道，是中华人民共和国辽宁省大連市中山区下辖的一个乡镇级行政单位。

## 行政区划
青泥洼桥街道下辖以下地区：
上海社区、天津社区、青泥社区、双合社区、湖畔社区、林景社区、解放社区、安民社区、枫林社区和望海社区。